# Julia Stark
Julia Stark (* 22. Juli 1987 in Köln) ist eine deutsche Schauspielerin.

## Leben
Sie wurde durch die Rolle der Sarah Ziegler in der WDR-Serie Lindenstraße bekannt, die sie von November 1987 (Folge 103) bis August 2016 (Folge 1593) sowie im September 2018 (Folge 1686) und im März 2020 (Folge 1758) verkörperte.
Im Jahr 2006 machte sie ihr Abitur, danach lebte sie in einer Wohngemeinschaft in Bonn. Nach dem Ausstieg aus der Lindenstraße war sie als Lehramtsreferendarin tätig.

## Filmografie
- 1987–2016, 2018, 2020: Lindenstraße (Fernsehserie, 502 Folgen)